# Храм-памятник русской славы в Лейпциге
Свято-Алексиевский храм-памятник Русской Славы (нем. St.-Alexi-Gedächtniskirche zur Russischen Ehre, Хра́м-па́мятник Святи́теля Алекси́я, митрополи́та Моско́вского, нем. Gedächtniskirche des heiligen Metropoliten Alexi von Moskau — православный храм в Лейпциге, устроенный в память «Битвы народов».
Храм относится к Восточному благочинию Берлинской и Германской епархии Русской православной церкви. Настоятель — протоиерей Алексий Томюк (с 1996 года).

## История

### Первые храмы
Впервые упоминания о православном храме в Лейпциге относятся к 1744 году. Тогда в городе действовала греческая домовая Троицкая церковь, настоятелем которой был греческий епископ. Настоятель предполагал устроить отдельный храм, для чего обратился в Санкт-Петербург. Однако Святейший Синод отказал ему в помощи по причине малочисленности русской общины в Лейпциге.
Вторая домовая церковь была утроена в 1751 году. Она предназначалась для русских студентов, среди которых был внебрачный сын Екатерины II Алексей Бобринский. Храм был закрыт в 1775 году.
Богослужения продолжались в пользующемся российским покровительством греческом храме, вместо которого местным греческим консулом в 1847 году была устроена новая домовая Троицкая церковь.

### Современный храм
Необходимость сохранения статуса памятного места для места, где произошла «Битва народов» побудила Россию возвести здесь храм-памятник.
Пожертвования собирались с 1907 года как в России, так и в Германии. 21 апреля (4 мая) 1910 года был образован Комитет по сооружению храма, который возглавил великий князь Михаил Александрович. Городские власти Лейпцига предоставили участок земли в 2,5 га, на краю поля, где состоялось сражение.
Подготовительные работы начались в 1911 году. Торжественная закладка храма состоялась 15 (28) декабря 1912 года. На богослужении присутствовал российский военный министр генерал-адъютант Владимир Сухомлинов, власти города.
Автором проекта храма является академик архитектуры Владимир Покровский. Первоначально зодчий создал проект, признанный слишком дорогим, поэтому он был переработан. Строительством руководил сам Покровский (его помощники: художники-архитекторы Н. Б. Бакланов и В. Ф. Соломович; слушательницы Высших Женских Политехнических курсов: Л. Н. Кутырева, А. В. Кузьменко-Гвоздевич, Л. В. Овчинникова и Н. Л. Гоман; студенты Института Гражданских инженеров: Ю. Д. Туторский и А. П. Тиханов; ученик Высшего Художественного училища при ИАХ П. П. Палладо) при содействии саксонских архитекторов Георга Вейденбаха и Рихарда Чаммера. Расчёт устойчивости составил военный инженер Григорий Кривошеин; расчёт железобетонного каркаса шатра — Отто Энке.
Освящение церкви 4 (17) октября 1913 года совершил протопресвитер военного и морского духовенства Георгий Шавельский. На торжествах присутствовали военные делегации стран-союзниц, король Саксонии и немецкий кайзер. Россию представлял великий князь Кирилл Владимирович. Протопресвитеру сослуживало многочисленное духовенство, среди которых — архидиакон Константин Розов, пел Синодальный хор.
3 (16) октября 1913 года в крипту храма с воинскими почестями были перенесены останки русских солдат и офицеров, погибших в «Битве народов».
- Предполагалось, что причт будет общий с Дрезденским храмом.
- 18 июля 1913 года Высочайше утверждено положение Военного Совета об учреждении причта и об установлении отпуска денег на содержание храма и наём служителей.
- 5 марта 1914 года за подписью 85-ти членов Государственной Думы было внесено Законодательное предложение, а 26 июня 1914 года Высочайше утвержден одобренный Государственным Советом и Государственною Думою Закон. Согласно ему долженствовало: «Отпускать из средств государственного казначейства, начиная с 1915 года на содержание русского православного храма-памятника в городе Лейпциге, в Германии, и причта при нем по семь тысяч семьсот восемьдесят семь рублей в год». Введение в действие закона было отсрочено до 1 января 1917 года.
- По определению Святейшего Синода от 27 марта 1914 года, храм-памятник зачислен в военное ведомство, в ведение Протопресвитера военного и морского духовенства, с каноническим подчинением Преосвященному Митрополиту С.-Петербургскому; в актовых книгах храм записан собственностью Русского Военного министерства.
- С началом Первой мировой войны храм-памятник был закрыт, вход замурован. Церковь дважды грабили, с куполов снята позолота. Здание получил в собственность местный житель, который сдавал церковь в аренду.
- В связи с появившейся трещиной в храме был сделан срочный ремонт, для богослужений в нижней части был устроен и освящён Пантелеймоновский придел. 6 февраля 1928 года состоялось освящение и верхнего храма.

В 1927—1930 годах храм находился в юрисдикции Управляющего русскими приходами в Западной Европе Русской православной церкви. С переходом митрополита Евлогия (Георгиевского) в Константинопольский патриархат приход последовал за ним и находился в юрисдикции Западноевропейского экзархата русских приходов.
- 5 мая 1939 года приход со всем его имуществом был передан Берлинской и Германской епархии Русской православной церкви за границей.

Во время бомбардировок Лейпцига в годы Второй мировой войны местные жители укрывались в нижних помещениях храма.
Летом 1945 года храм, будучи в советской зоне оккупации, снова перешёл в Западноевропейский Экзархат Русской православной церкви. Советское командование, после посещения храма Г. К. Жуковым, в том же году отпустило средства на срочный ремонт, которым руководил серб К. Д. Иллич.
В 1963 году была произведена реставрация с новой позолотой куполов.
Учитывая исторический статус храма, советским военнослужащим, проходившим службу в ГДР, разрешалось посещать его.
В 1988—1989 годах проведена наружная реставрация храма.
Перед храмом был установлен мемориальный камень, памятник башкирским воинам, открытый в 2003 году.

## Архитектура, убранство

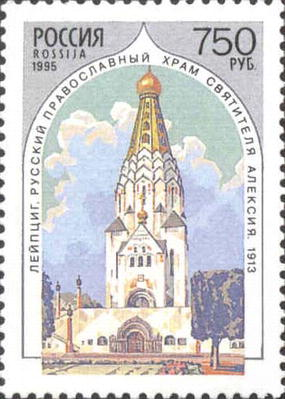
Почтовая марка, 1995 год

Храм построен в стиле каменных шатровых храмов XVI века. За образец Владимир Покровский взял Вознесенский храм в Коломенском.
Высота церкви 55 метров.
Стены белые, оштукатуренные; оформлены по углам лопатками, прорезаны узкими высокими окнами и завершены железобетонным шатром, облицованным венецианской стеклянной мозаикой. Шатёр венчает золочёная глава с крестом, поддерживаемым цепями.
На апсиде находится мозаичная икона «Господь Вседержитель» (по картонам худ. Н. П. Пашкова; набрана в частной мозаичной мастерской Владимира Фролова), ниже — памятная бронзовая доска с историей храма.
В верхний храм ведёт двухмаршевая лестница. Вход в него обрамлён перспективным порталом из светлого песчаника. Над порталом находится звонница, увенчанная небольшой главкой. Над кованными входными дверьми расположен мозаичный образ Нерукотворного Спаса, который обрамляют позолоченные фигуры летящих ангелов.
Восемь колоколов были отлиты на фабрике Оловянишникова в Ярославле из орудий, которые участвовали в сражениях 1813 года.
Церковь окружает обходная галерея с 8 высокими гранёными фонарями, символизирующими погребальные свечи.

### Верхний храм Святителя Алексия

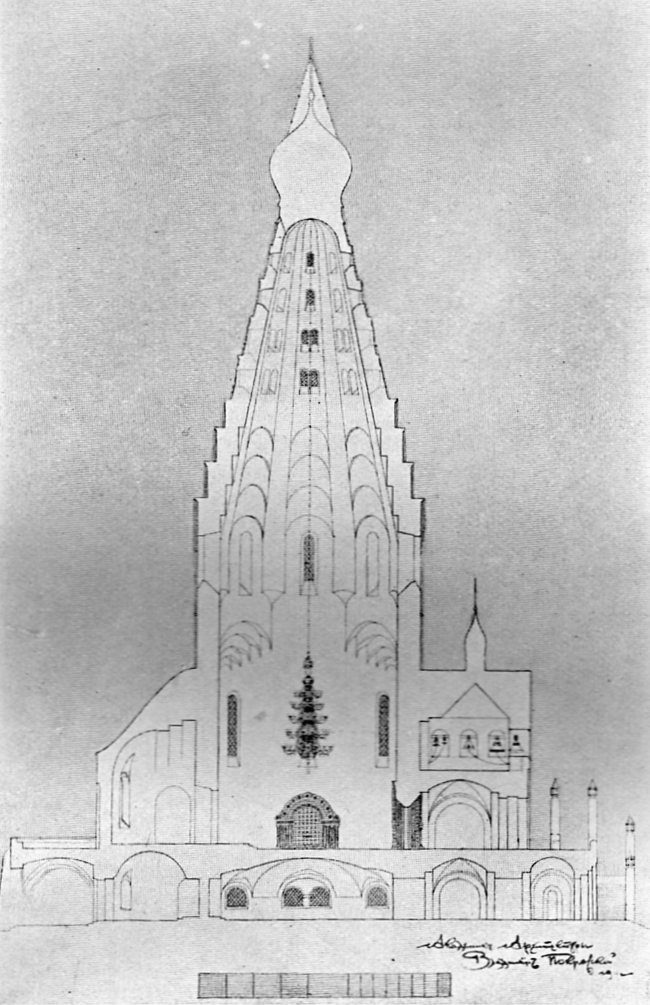
Первоначальный проект храма

Освящён во имя Святителя Алексия, митрополита Московского. Внутри высота верхнего храма составляет 39 метров, рассчитан на 200 человек. Интерьер церкви не расписан и выдержан в светлых тонах.
Семиярусный иконостас из тёмного дуба (Товарищество И. П. Хлебникова (директор распорядитель В. И. Педашенко)) был подарен храму Донским казачеством и имеет высоту 18 метров. Иконы были написаны в стиле XVII века крестьянами-иконописцами Н. С. Емельяновым и его помощниками — А. И. Антоновым и Д. В. Голиковым.
Деревянные части иконостаса, клироса и прочая мебель исполнены Художественно-столярной мастерской Московского Губернского земства в Сергиевом Посаде (заведующий — худ. В. И. Соколов; его помощник — инструктор столярного дела, крестьянин И. П. Зайцев).
Среди икон обращают на себя внимание:
- Икона святого великомученика Георгия Победоносца в большом резном киоте, преподнесённая в дар Оренбургскими казаками.
- Запрестольный образ «Моление о чаше», художник Д. Ф. Богословский (копия известной картины Фёдора Бруни).
- Художник В. К. Заль написал портреты императоров для музея.

Хоругви перед иконостасом сделаны в виде боевых казачьих знамён.
Мозаичный пол набран из кусочков белого и чёрного мрамора.
Бронзовое пятиярусное паникадило храма весит 800 килограмм. Перламутровые чаши светильников сварены из смальты в мастерской В. А. Фролова. Паникадило поднесли в дар храму депутаты Государственной думы и московские купцы.
По стенам размещены 8 бронзовых досок с перечнем полков и частей, участвовавших в битве.

### Нижний храм
Нижний храм на месте, отведенном изначально под музей, был освящён в 1927 году в честь святого великомученика Пантелеймона. В нём находятся старинные русские знамёна.
Рядом находится склеп, где погребены генерал-лейтенант И. Е. Шевич, генерал-майор Н. Д. Кудашев, подполковник А. Юргенев, а также (в нишах) неизвестные солдаты. Над могилами устроен небольшой киот с иконой Воскресения Христова, а по бокам — знамёна и портреты героев битвы, а также императора Александра I и князя М. И. Голенищева-Кутузова-Смоленского.
На стенах и столбах нижней галереи находятся 20 каменных досок с названиями полков, принимавших участие в битве, именами погибших офицеров и числом убитых солдат. У главного входа в нижний храм помещены две мраморные доски, которые по-русски и по-немецки напоминают о количестве павших.

### Прочие помещения
В нижнем этаже также расположен небольшой музей, приходской зал и приходская библиотека из книг разнообразного содержания, на русском и немецком языках (более 700 томов).

### Территория
С восточной стороны храма находится могила двух неизвестных гренадеров Черниговского полка, перенесённых в 1988 году с поля битвы.